# 石橋誠晃
石橋 誠晃（いしばし せいこう、1936年（昭和11年）5月13日 - 2016年（平成28年）12月13日）は、昭和から平成時代の政治家。愛知県常滑市長。

## 経歴
愛知県出身。法政大学法学部卒業。
常滑市議会事務局長、市消防長、助役を経て、1991年（平成3年）常滑市長に当選。2007年（平成19年）まで4期16年間務めた。
2008年、旭日小綬章受章。
2016年（平成28年）12月13日、肺癌のため死去した。叙正五位。